# Kalin Dedikov
Kalin Dedikov (in bulgaro Калин Дедиков?; Sofia, 20 ottobre 1977) è un pilota di rally bulgaro.

## Carriera
Partecipa dal 2013 alla FIA Alternative Energies Cup e dal 2017 al FIA Electric and New Energy Championship. In coppia con il copilota Georgi Pavlov ha vinto il Rally Eco Bulgaria nel 2014, chiudendo la stagione al terzo posto della classifica generale alle spalle di Massimo Liverani e Guido Guerrini, mentre è arrivato quarto nella graduatoria mondiale 2015 e quinto nel 2017, quando ha ottenuto il podio in Bulgaria e nel San Marino E-Rally.